# Cape Neddick (Maine)
Cape Neddick est une census-designated place (CDP) de la ville de York dans le comté de York dans l'état du Maine aux États-Unis.
La population était de 2 568 habitants en 2010. Cape Neddick fait partie de l'Aire urbaine de  Portland–South Portland–Biddeford.